# Hira
Al-Hira (Arabisch:الحيرة) was in de oudheid en de vroege middeleeuwen een stad in Irak, niet ver van Najaf, en hoofdstad van de stam der Lakhmiden, een van de belangrijkste pre-islamitische volkeren van de Arabische wereld. De stad beleefde haar hoogtepunt in de 5e en 6e eeuw.
Toentertijd was Hira een grotendeels christelijke stad. In 633 werd de stad door het Arabische Rijk onder leiding van generaal Khalid ibn Walid veroverd.